# فرزندپروری تنظیم‌شده
فدراسیون فرزندپروری تنظیم‌شده آمریکا (PPFA) که معمولاً مخفف آن به صورت فرزندپروری تنظیم‌شده به کار می‌رود، شاخهٔ آمریکایی فدراسیون بین‌المللی فرزندپروری تنظیم‌شده و یکی از بزرگ‌ترین اعضای آن است. PPFA یک سازمان ناسودبر است که خدمات سلامت تولید مثل و بهداشت مادر و کودک را فراهم می‌کند. صندوق اقدام فرزندپروری تنظیم‌شده یک سازمان مرتبط است که برای قانونگذاری حامی انتخاب (سقط جنین) و دسترسی به مراقبت سلامتی مقرون به صرفه در آمریکا لابی می‌کند.
ریشه‌های این سازمان در بروکلین، نیویورک است. مارگارت سنگر اولین کلینیک کنترل موالید آمریکا را در آنجا در ۱۹۲۱ گشود.
فرزندپروری تنظیم‌شده بزرگ‌ترین ارائه کننده خدمات بهداشت تولید مثل از جمله سقط جنین، در آمریکا است. این ارگان در گزارش سالانه سال ۲۰۱۴ خود گزارش کرد ۲٬۵ میلیون ویزیت کلینیکی داشته و نزدیک به ۹٫۵  میلیون خدمت از جمله ۳۲۴٬۰۰۰ سقط جنین انجام داده. درآمد سالانه کل آن ۱٫۳ میلیارد دلار آمریکا بوده، از جمله در حدود ۵۳۰ میلیون دلار آمریکا بودجه دولتی از جمله بازپرداخت مدیکیدداشته‌است. این ارگان در طول تاریخ خود حمایت، مجادله، اعتراضات و حملات خشونت باری را تجربه کرده‌است.